# Plasenzuela
Plasenzuela (extremadurai nyelven Prasençuela) település Spanyolországban, Cáceres tartományban. Plasenzuela Cáceres, Trujillo, La Cumbre, Ruanes, Salvatierra de Santiago és Botija községekkel határos. Lakosainak száma 518 fő (2024).

## Népesség
A település népessége az elmúlt években az alábbi módon változott:
| Lakosok száma | 540  | 556  | 546  | 538  | 507  | 497  | 481  | 492  | 477  | 518  |
|               | 2001 | 2004 | 2006 | 2009 | 2011 | 2014 | 2016 | 2019 | 2021 | 2024 |